# Poverty’s No Crime
A Poverty’s No Crime német progresszívmetal-zenekar. 1991-ben alakult. Egy évvel később, 1992-ben megnyerte az FFN rádióadó által szervezett „Újoncok Rockfesztiválja” versenyt. 2004-ben az énekes feloszlatta az együttest előreláthatatlan körülmények miatt. 2005 óta újból aktív az együttes. Első két nagylemezét a Noise Records jelentette meg, míg későbbi albumai az InsideOut Music gondozásában jelennek meg, a 2016-os lemezt pedig a Metalville Records adta ki. 

## Diszkográfia
- 1995	Symbiosis
- 1996	The Autumn Years
- 1999	Slave to the Mind
- 2001	One in a Million
- 2003	The Chemical Chaos
- 2007	Save My Soul
- 2016	Spiral of Fear